# Sant Pere de Sora
Sant Pere de Sora és una església neoclàssica de Sora (Osona) protegida com a Bé Cultural d'Interès Local.

## Descripció
La part més antiga correspon a la nau central i a les capelles de la banda de tramuntana. Sobre l'arc de mig punt de la primera capella hi ha la data de 1622. El campanar també a la banda de tramuntana es feu en dues etapes (1665-1752), té 4 cantoneres de pedra picada. El terrat i la coberta es feu el 1752. Al campanar s'hi conserven unes campanes fetes al curs de 1723 i 1769.
D'altres posteriors renovacions es feren al llarg del segle XIX: construcció de la capella fonda l'any 1881, el nou accés amb dos tancat i creu de pedra l'any 1892 i la decoració interior l'any 1896.

## Història
Situada a 716 m d'alçada a la part nord del raval de Sora. Les notícies sobre l'església i la parròquia es donen a partir de l'any 960.
Al segle xii pagava tributacions a l'església de Vic i l'any 1280 pagava un delma a Roma.
Tenia com a sufragànies: Sant Joan, Sant Pere el Puig i Sant Pere el Pla. La seva rectoria alberga colònies d'estiu i no es conserva cap element artístic d'interès al cremar-se els retaules en l'última Guerra Civil.